# The Twilight Singers
The Twilight Singers – amerykański zespół rockowy, założony w przez Grega Dulli'ego, wokalistę grupy The Afghan Whigs, w 1997 roku.

## Albumy
- Twilight as Played by The Twilight Singers (2000, Columbia Records)
- Blackberry Belle (2003, One Little Indian)
- She Loves You (2004, One Little Indian) — zbiór coverów
- Powder Burns (2006, One Little Indian)
- Dynamite Steps (2011, Sub Pop)